# Чирянка каштанововола
Чирянка каштанововола (Anas chlorotis) — вид водоплавних птахів родини качкових (Anatidae). Ендемік Нової Зеландії.

## Поширення
Птах колись був досить поширений на основних островах Нової Зеландії та на прибережних островах. Траплявся на островах Чатем приблизно до 1925 року та на острові Стюарт приблизно до 1972 року. Зараз A. chlorotis значною мірою обмежений Північним острівом (Нортленд, Великий Бар'єрний острів, Коромандельський півострів), із залишками популяції у Фіордленді Повторно інтродукований на островах Капіті та Мана, заповіднику Зеландія біля Веллінгтона та приватному заповіднику на мисі Викрадачів.

## Опис
Качка завдовжки до 48 см. Вид демонструє як сезонний, так і статевий диморфізм. У своєму шлюбному оперенні самець має зеленувате мерехтіння з боків голови та шиї. Обличчя коричневе. Помітно біле очне кільце. У деяких особин на шиї проходить блідо-біла і не повністю закрита смуга. Оперення тіла темно-буре. Бока смугасті світло-темно-коричневі. Грудка темно-каштанова, а низ світло-коричневий. Підхвістя чорне з білою плямою біля основи хвоста. Зеленувате дзеркальце на крилах облямоване вузькою білою смугою. У позашлюбний період зеленуватий відтінок на голові відсутній. Груди тоді більш яскравіші. На бокових пір'їнах відсутні смуги, а біла пляма на хвості майже непомітна.
Самиці мають більш однорідне коричневе оперення. Їхнє пір'я має легку лінію, що надає їм більш лускатого або плямистого вигляду. Грудка світлішає до нижньої частини тіла. Очне кільце також помітне у самиць. Молоді качки схожі на самиць, але їхнє пір'я темніше. Пір'я тіла і грудей широко облямовані світлими кольорами.
Дзьоб сталево-сірий з чорним хребтом, ноги і ступні темно-сірі. Очі чорні.